# 太平地氈
太平地氈國際有限公司，簡稱太平地氈國際或太平地氈（港交所：00146），由葉元章和嘉道理家族在1956年成立，當時為「香港地氈製造有限公司」成立，主要經營及生產各類地氈產品。旗下企業包括泰國地毯國際股份有限公司。
總部位於黃竹坑道19至21號環匯廣場33樓全層。其股份自1973年11月7日在香港交易所主板上市，也是香港首家上市的地毯公司企業，1990年2月7日，公司已遷冊至百慕達。至於廠房於泰國、中國、菲律賓、歐洲、美國等國家。董事長為高富華（非常務董事），總裁為金佰利，梁國權。

## 連結
- taipingcarpets.com（页面存档备份，存于）